# Мировой порядок
Мировой порядок (Миропорядок) — те или иные нормы международной нормативной системы, направленные на урегулирования международных общественных отношений, итог созидания, а не естественной эволюции в мире.
На состояние того или иного вида международного (мирового) порядка оказывают влияние различные факторы в мире. В настоящее время в современной науке и международной политической практике отсутствует единое представление о том, что же представляют собой мировой (международный) порядок (правопорядок).

## Историческая форма
Традиционно выделяют несколько исторических форм мирового порядка:
Вестфальский миропорядок (1648—1815) — закреплён в Вестфальском мирном договоре. Был оформлен статус государств как ведущих акторов мировой политики и главенствующих элементов международной системы. Мировой порядок стал складываться на основании отношений именно между государствами. При этом, под словом «мировой» стоит понимать прежде всего европейский порядок, так как данная система мало касалась других регионов мира.
Венский миропорядок (1815—1871) — оформлен подписанием Венского мира в 1815 году после Наполеоновских войн. В этой форме мирового порядка были выделены Великие Державы — суверенные государства, которые имеют большее влияние, нежели остальные. В результате, такой порядок стал основой для эпохи колониализма и посодействовал окончательному формированию империй. Мировой порядок отчасти стал действительно мировым, распространившись посредством расцвета колониальных империй на другие регионы.
Версальский миропорядок (1918—1939) — Версальский мирный договор по итогам Первой мировой войны. Институционально был зафиксирован полицентричный мир, в котором принятие и осуществление важнейших решений происходит путём взаимных договорённостей Великих Держав с учётом интересов остальных. Была создана Лига Наций — институт, который был нацелен на поддержание существовавшего мирового порядка, на недопущение дестабилизации международной системы по воле одного из её элементов. Оказался недостаточно эффективен в связи с тем, что интересы государств по-прежнему стояли несравнимо выше интересов международной организации. Поскольку Версальский договор был создан после падения Российской империи в 1917 году и гибели Османской, Австро-Венгерской и Германской империй — некоторые историки неофициально называют его «постимперским миропорядком».
Ялтинско-Потсдамский миропорядок (1945—1991) — сформировался на конференциях в Ялте и Потсдаме, а также в послевоенном урегулировании в 1945-46 гг. впервые изменилась сама структура мирового порядка — с полицентричного на полярный (биполярный). Мир был разделён на два антитетических центра — независимый блок США и коммунистический блок СССР. В результате, по инициативе США в 1949 году в качестве антикоммунистического сопротивления и для сдерживания влияния СССР был создан блок НАТО. В ответ СССР создал лояльные социалистические государства в Восточной Европе, объединив их в блок ОВД. Началась «Холодная война».
Постсоветский миропорядок (1991—настоящее время) — сложился после распада СССР в 1991 году. Характеризуется как моноцентричный, в связи с доминирующей ролью США в международных отношениях, что подтверждается резкой активизацией политики США в странах Европы. Кроме того, постсоветский миропорядок характеризуется тем, что после распада СССР Россия отказалась от идеологии советского социализма.

### Современный постсоветский миропорядок
Сегодня постсоветский миропорядок характеризуют либо как относительно моноцентричный при существовании других значительных центров силы, либо как полицентричный.
Мировой порядок является довольно абстрактным понятием, в связи с чем представители различных школ склонны трактовать его с разных позиций.

#### Энн-Мари Слотер
Формирующийся мировой порядок может быть охарактеризован как дисагрегированный, устанавливающийся в условиях превращения государств в структуры, которые продолжают действовать на мировой арене как унитарные, суверенные образования, хотя в действительности являются таковыми не в полной мере.
Государство все ещё остаётся наиболее важным актором мировой политики, но составляющие государства институты в процессе выполнения своих функций вырываются из-под контроля целого, обретают относительную самостоятельность и вступают во взаимодействие с аналогичными институтами других государств. Так образуются структурные и фунцкиональные governmental networks — правительственные сети, покрывающие весь мир. Поэтому формирующийся мировой порядок не только дисагрегированный, но и сетевой.
Правительственные сети — ключевая черта мировой политики в 21 веке, они многообразны по своему происхождению, структуре, функциям, масштабам, характеру, числу участников и других факторов.
Сети могут функционировать параллельно не только государствам, но и давно сложившимся международным институтам, они могут быть встроены в них или надстроены над ними.
Сердцевина дисагрегированного мира — горизонтальные сети, который складывается нерегулируемо и спонтанно в результате взаимодействия официальных лиц государств. Может существовать как самостоятельно, так и в рамках официальных международных организаций, например, встречи министров G7 и т. п.
Вертикальные сети менее многочисленны, но более перспективны. Они формируются в результате установления устойчивых связей между официальными лицами государств с одной стороны и официальными лицами наднациональных и глобальных организаций с другой. Горизонтальные и вертикальные сети при этом объединяются в «решётку», окутывающую всю планету. Государства в результате не исчезают, но вписываются в решётку.

#### Генри Киссинджер
Широкий спектр и разнообразие международных систем, которые основаны не только на разных принципах, но и пребывают в разном историческом времени. В результате разное отношение к порядку и вероятности его изменения посредством войны.
1. США и Западная Европа. Охватывает наиболее развитые страны. Идеалистическое представление о мире там основано на принципах демократии и экономического прогресса, войны исключены, они могут разгореться лишь на периферии, где их источником могут стать этнические конфликты.
2. Великие азиатские державы — Индия, Китай, Япония и Россия. Конфликты и войны не являются обязательными, но возможны.
3. Ближний Восток — перманентные и трудноурегулируемые конфликты, напоминает Европу 17 века.
4. Африка — европейские исторические аналогии не работают, отступают идеологические принципы, большое количество «диких гражданских войн», которые могут перерастать в международные конфликты.
Современный мировой порядок Киссинджер характеризует как нестабильную и уязвимую. Отмечается также несогласованность международных экономических и политических институтов — в то время, как экономика стала глобальной, основными политическими структурами по-прежнему остаются государства. Внешняя политика утверждает границы, в то время как глобализация требует устранения национальных границ.
Другая проблема мирового порядка заключается в том, что отсутствует эффективный механизм обсуждения крупнейшими державами тех проблем, которые требуют совместного решения. Многочисленные международные форумы не позволяют выработать единую долгосрочную стратегию.
Киссинджер предлагает 4 системы мирового порядка:
1. Европейские системы, основанные на Вестфальской модели суверенных государств, наделённых равным статусом внутри системы;
2. Исламская система — т. н. Умма — идея об общем мире на основе законов Ислама;
3. Китайская система — традиционные идеи «срединного царства»;
4. Американский порядок — беспрецедентное давление, осуществление своих интересов в поисках глобального лидерства.
Вышеизложенные мировосприятия отличаются разными базовыми ценностями, исторической традицией, следовательно нельзя выстраивать единый порядок, необходимо дать возможность развиваться в рамках более широкой модели миропорядка, в которую все данные системы могли бы вписаться.
Мировой порядок, по мнению Киссинджера, основан на «достоинстве индивидуальности» и совместном управлении, на международном сотрудничестве в соответствии с общепринятыми правилами. Он должен стать нашей целью, но движение к этой цели должно быть постепенным и проходить в несколько этапов.

#### Джозеф Най
Модель Ная связана с силой, так как мировой порядок есть распределение силы на различных уровнях. Выделял мягкую и жесткую силу, позднее обратился к концепции умной силы (smart power).
Сила по Наю — способность добиваться желаемого результата, при этом методы различаются в зависимости от ситуации.
Мягкая сила (soft power) — способность добиваться желаемых результатов не путём принуждения, а путём «соблазнения» — с помощью демократических и других политических и культурных ценностей.
Умная сила (smart power) — способность сочетать жёсткую и мягкую силу для формулирования выигрышной стратегии.
Универсального центра мирового порядка при этом нет. На сегодня сила распределена между странами таким образом, что это напоминает сложную игру в шахматы на трёх досках одновременно. На верхней доске находится военный аспект и здесь мир является в основном моноцентричным, однако на средней доске распределены экономические силы, поэтому она носит полицентричный характер. США, Европе и Японии принадлежит 2/3 мирового продукта, а успехи Китая позволяют предположить что он станет одним из крупнейших игроков. Нижняя доска — царство ТНК, на которой сила распылена и нет смысла говорить о центрах. Из этого следует, что серьёзный политик должен видеть, что происходит на всех 3 досках и при этом должен учитывать связи между ними.
В ближайшие 10-летия мы вряд ли увидим постамериканский мир, но США потребуются умные стратегии, в которых сочетаются ресурсы жёсткой и мягкой силы, а особое значение уделяется альянсам и сетям, чутко реагирующим на новый контекст глобальной информационной эпохи.
На смену пирамиде с жёсткой иерархической структурой приходит сеть разнообразных акторов, находящихся во взаимодействии. При этом, в число таких акторов могут быть включены общественные движения, политические группы, активистские группы внутри стран, на которые направлены действия (т. н. группы влияния).

#### Теория гегемонической стабильности
Сторонники данной теории говорят о том, что мировой порядок склонен быть наиболее стабильным, если в нём существует доминирующий центр или гегемон. При этом, такая теория на данный момент не представляется практически-ориентированной, так как достижение гегемонического порядка возможно лишь при значительном превосходстве одного актора над всеми другими.

## Изменения, необходимые для формирования нового мирового порядка
Эпоха социальной напряжённости должна привести к новому балансу сил, разработке основополагающих принципов мирового порядка. Рассмотрим одни из возможных принципов нового мирового порядка.
1. Система глобального влияния
Глобализация средство управления и рассмотрение интересов. Автор предполагает, что именно глобализация будет экономической основой при создании нового мирового порядка. Но чтобы был устойчивый мировой порядок нужно некое взаимопонимание и некое соглашение. Другими словами, должно присутствовать какое-то соперничество: кто быстрее, кто лучше, и оно должно рассматриваться как основополагающие
Возможны следующие направления:
1. Рост наднациональных организаций, которые в свою очередь представляют свои интересы;
2. Организация процессов изменения национального суверенитета;
3. Появление смешанного союза мировых участников (государств).

Новый мировой союз? С одной стороны, игроки мировой арены начнут изменяться в сторону надгосударственных, но с другой стороны, мало вероятно, что удастся изменить систему так, что смогут участвовать все.
2. О принципах нового мирового порядка
Для нового мирового порядка потребуется достаточно устойчивый баланс сил, новые формы управления и согласованности международных процессов, новые взгляды, способствующие уменьшению противостояния и побуждающие к сотрудничеству.
Рассмотрим небольшой перечень:
1. Многообразие политических режимов;
2. Отказ от навязывания институтов (в том числе насаждения демократии);
3. Признание стабильности, порядка, легитимности и отказ от инициирования внутренних революций;
4. Строгое ограничение и регулирование использования санкций;
5. Запрещение на использование глобальных экономических, финансовых, рейтинговых, информационных и иных инструментов в качестве орудий национальной внешней политики;
6. Гарантии границ государства;
7. Отказ от навязывания новых этических и правовых стандартов.[7]